# Ridgeland (Dél-Karolina)
Ridgeland város az USA Dél-Karolina államában, Jasper megyében, melynek megyeszékhelye is. Lakosainak száma 3758 fő (2020. április 1.).

## Népesség
A település népességének változása:
| Lakosok száma | 2518 | 4036 | 3758 |
|               | 2000 | 2010 | 2020 |